# Trophée de chasse (Vélasquez)
Trophée de chasse (en espagnol Cabeza de venado, littéralement « tête de cerf ») est une huile sur toile que la majeure partie des critiques attribue à Velázquez. Elle est conservée au musée du Prado de Madrid depuis 1975, à la suite d'une donation de la part de Fernando de Aragón y Carrillo de Albornoz, marquis de Casa Torres, qui l'avait achetée en 1920.

## Attribution
La toile est attribuée à Diego Vélasquez par tous les critiques, à l'exception de Enriqueta Harris, qui ne la mentionne pas, et de Bernardino de Pantorba, qui en 1955 avait des doutes sur son authenticité. L'état de conservation est bon, malgré quelques pertes de peinture sur les bords. On ne peut pas exclure que la toile ait été recoupée.

## Datation
L’origine de la toile et sa datation font l'objet de désaccords entre les critiques. Par la manière d'appliquer la peinture par des coups de pinceaux rapides et précis, sans rectifications significatives, et par les touches de lumières brillantes, avec des coups de pinceaux très chargés en peinture pour créer un halo lumineux qui rehausse le teint de l'animal, la toile ressemble au Prince Baltasar Carlos à cheval de 1636. La majorité des critiques tendent à dater cette toile de la fin des années 1630. Cependant, José López-Rey pense que Vélasquez l'aurait peinte entre 1626 et 1628. Il se fonde sur l'inventaire de l'alcazar royal de 1636 qui mentionne une «corne de cerf » peinte par Vélasquez et située au monastère royal de l'Incarnation avec l'inscription « Tué par le Roi, notre Sr Phe quatrième [Seigneur Philippe IV] l'année 1626 ». L'étude technique du musée du Prado abonderait dans le sens de l'hypothèse de López-Rey sur les dates d'exécutions, par la technique de préparation de la toile et la manière d'appliquer la peinture qui est spécifique des années 1626-1628.
Les dimensions qui sont indiqués pour la « corne de cerf » dans l'inventaire de 1636 sont approximativement de 105 × 105 cm. L'inventaire de 1700 la mentionne, précisant qu'à cause de son mauvais état elle ne serait pas taxée. Or, à ces dommages de 1700, il faut ajouter ceux provoqués par l'incendie de l'Alcazar en 1734, duquel fut sauvé une « tête de cerf avec sa corne » et pour laquelle sont indiquées des dimensions légèrement supérieures. Le tableau ne fut plus mentionné dans les collections royales après 1747.
Ces éléments rendent problématique l'identification de cette « tête de cerf », de taille inférieure et en bon état, avec celles mentionnées dans les inventaires royaux.

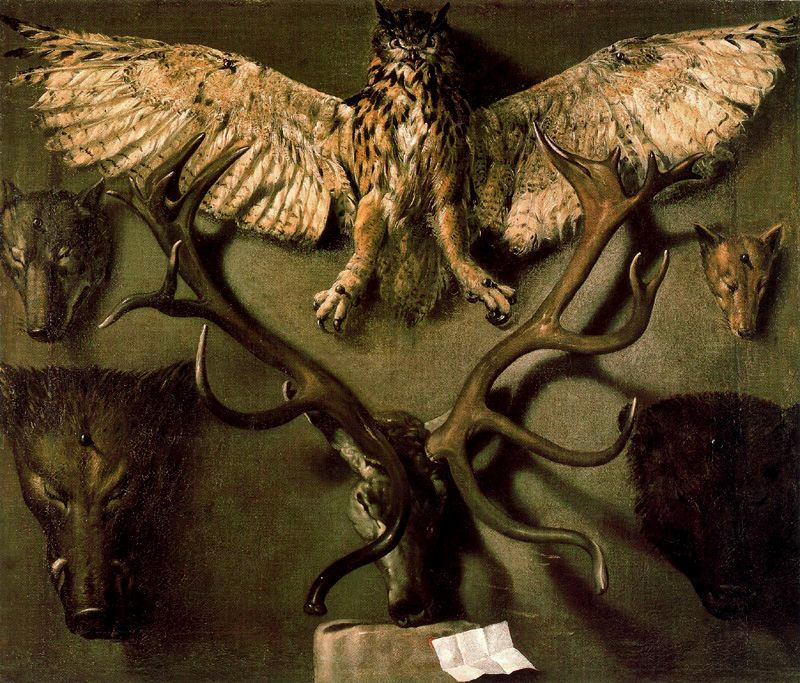
Corne de cerf, huile sur toile,, Patrimoine National.

D'autre part, il a été également proposé d'identifier l’œuvre décrite dans ces inventaires avec la tête de cerf du Patrimoine National, en dépôt au Palais du Pardo et à laquelle la description de « corne » semble mieux convenir par rapport à l’animal vivant du musée du Prado.
Achetée sans attribution au Marquis de Salamanque par Isabelle II d'Espagne, elle était déjà mise en relation avec Vélasquez par Antonio Ponz, lorsqu'elle appartenait à l'infant don Luis au palais de Villaviciosa de Odón: « Par Vélasquez, on estime un tableau sur lequel il y a un cerf peint et diverses têtes de chasse mortes ». L'hypothèse, défendue par A. E. Pérez Sánchez suppose que sur la « corne » originale de Vélasquez on ait procédé à une ample restauration pour récupérer les parties endommagées, ajoutant le cerf royal et les têtes restantes pour enrichir la composition ; ajouts qui ne serait pas non plus mineurs puisqu'ils auraient été peints par Juan García de Miranda ou un autre connaisseur de la peinture du XVIe siècle. Dans cette hypothèse, resterait attribué à Vélasquez le papier blanc, la pierre sur lequel il s'appuie et la dite corne, sur un fond lisse dans des tons châtaigne-vert sur lequel s'étendent les ombres.
L'attribution de cette autre toile à Vélasquez, y compris dans les détails signalés, n'a pas été pris en considération par, entre autres, José López-Rey et Jonathan Brown, qui l'excluent de leurs catalogues.